# Walramiden
Walramiden (lat.: Walramidarum gens) ist eine von Georg Christian Crollius eingeführte Bezeichnung für die jüngere Linie der Grafen von Zweibrücken mit Graf Walram I. von Zweibrücken und seinen Nachkommen (1282–1394), deren Herrschaftsmittelpunkt die Burg Zweibrücken war. Crollius führte den Begriff zur begrifflichen Unterscheidung der Zweibrücker und der Bitscher Grafen ein, die nach 1282 beide den Titel „Graf von Zweibrücken“ führten und daher leicht zu verwechseln sind.
Die Bitscher Grafen, Graf Eberhard I. von Zweibrücken und seine Nachkommen (1282–1570), nannte er Eberhardiner (lat.: Eberhardigenarii). Heute spricht man stattdessen von der jüngeren Linie der Grafen von Zweibrücken und von der Linie der Grafen von Zweibrücken-Bitsch.

## Geschichte
Die Ämter Zweibrücken und Bergzabern kamen bei der Teilung der Grafschaft Zweibrücken zwischen 1286 und 1302 an Walram I. und verblieben bei dessen Nachkommen, die nach dem Stifter der Linie als Walramiden bezeichnet werden. Der letzte Graf aus der Walramschen Linie, Eberhard II., der ohne erbberechtigte Nachkommen war, verkaufte sie 1385 für 25.000 Gulden an die Pfalzgrafen bei Rhein aus der pfälzischen Linie der Wittelsbacher und erhielt die Hälfte als Lehen zurück. Nach seinem Tod 1394 zog Kurpfalz das erledigte Lehen ein.
- Siegel: Ein Löwe, belegt mit einem dreilätzigen Turnierkragen. Der Turnierkragen dient als heraldisches Beizeichen der jüngeren Linie.[2]
- Wappen: In Gold ein blaubewehrter und -bezungter roter Löwe, belegt mit einem blauen dreilätzigen Turnierkragen.

## Walramiden
- 1282–1309 Walram I.
- 1309–1311 Simon
- 1311–1366 Walram II.
- 1366–1394 Eberhard II.